# Trojanus von Saintes
Trojanus von Saintes (französisch Troian, Troyen oder Trie; * um 480 in Saintes; † um 533 ebenda) war Bischof von Saintes und der gesamten Saintonge.

## Vita
Gemäß der Überlieferung wurde Trojanus als Kind eines jüdischen Vaters und einer arabischen Mutter geboren. Dem damaligen Bischof der Stadt, Pierre I., fiel der junge Mann auf. Nach dessen Tod wurde Trojanus im Jahr 511 zum Bischof geweiht; zu seinem Wirken gehören zahlreiche Wundertaten. Nach seinem Tod wurde er neben seinen Vorgängern in der Kathedrale beigesetzt; die Gräber sind jedoch allesamt verschollen.

## Verehrung

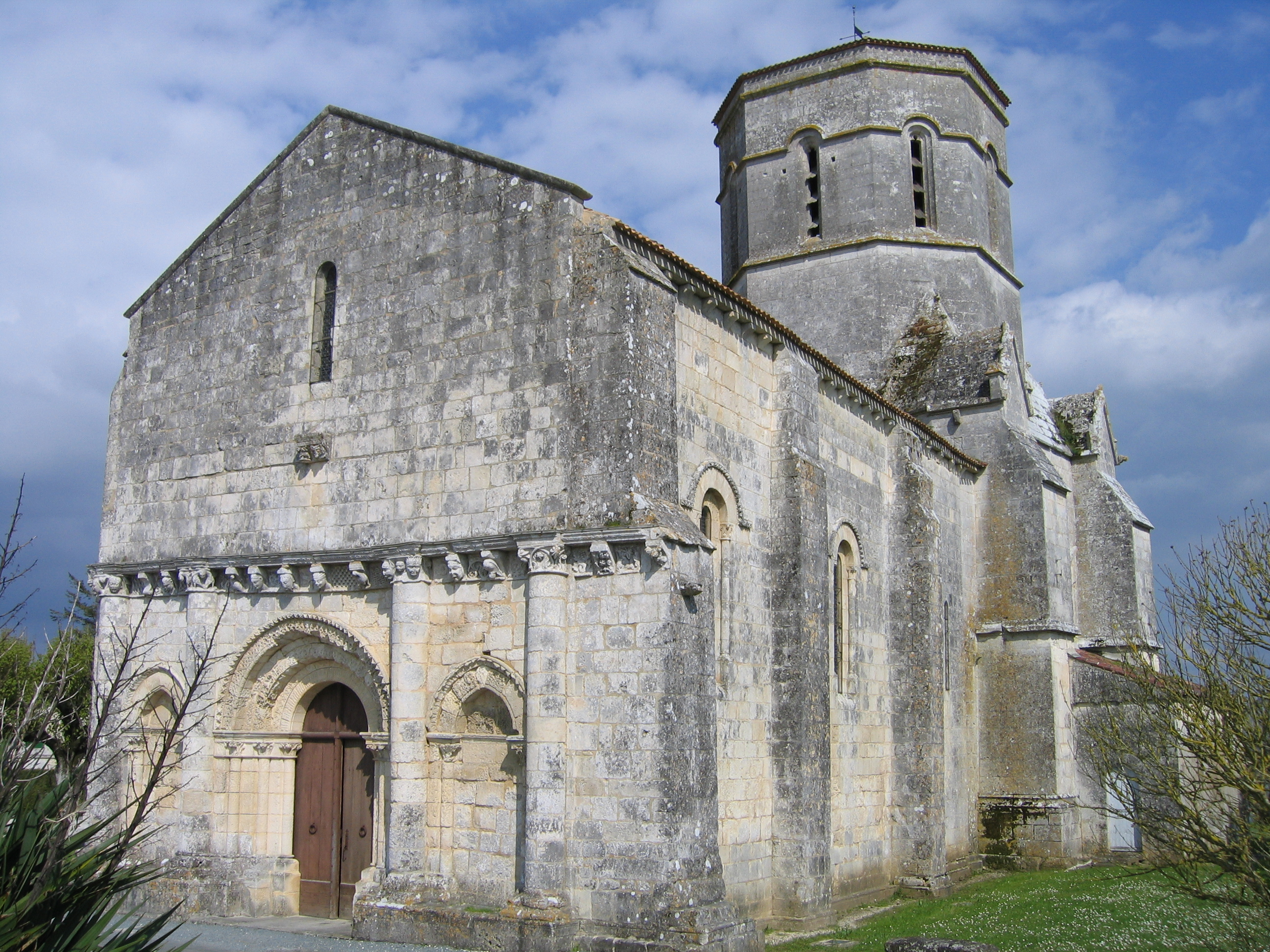
Prioratskirche St-Trojan in Rétaud

Wegen seiner tugendhaften Lebensweise wurde Trojanus schon zu Lebzeiten von den Gläubigen verehrt; weil ihm Heilkräfte nachgesagt wurden, versuchten sie, sein Gewand zu berühren. Sein Festtag ist der 1. Dezember, aber auch der 30. November wird genannt. Vier südfranzösische Orte tragen seinen Namen: Saint-Trojan-les-Bains (Île d’Oléron), Saint-Trojan, Boutiers-Saint-Trojan (Charente) und Sainte-Trie (Dordogne). Auch die ehemalige Prioratskirche St-Trojan in Rétaud ist ihm geweiht.

## Darstellung
Mittelalterliche Darstellungen des Heiligen sind nicht bekannt. Auf einigen neuzeitlichen Glasgemälden ist er in Bischofstracht zu sehen.